# Elena Pirrone
Elena Pirrone (* 21. Februar 1999 in Bozen) ist eine italienische Radrennfahrerin.

## Sportlicher Werdegang
Das erste Mal machte Pirrone auf internationaler Ebene auf sich aufmerksam, als sie beim Europäischen Olympischen Sommer-Jugendfestival 2015 die Goldmedaille im Einzelzeitfahren gewann. 2017 wurde sie Junioren-Weltmeisterin sowohl im Straßenrennen als auch im Einzelzeitfahren und auch Junioren-Europameisterin im Einzelzeitfahren.
Nach dem Wechsel in die U23 wurde Pirrone 2018 zunächst Mitglied im Astana Women’s Team, bevor sie im Verlauf der Saison 2019 zum Team Valcar-Travel & Service wechselte und bei dem sie bis 2022 blieb. Ihr wertvollstes Resultat für das Team war ein siebter Platz beim Eintagesrennen Tre Valli Varesine 2022. Mit der Nationalmannschaft gewann sie 2019 und 2021 jeweils bei den Europameisterschaften die Bronzemedaille im Einzelzeitfahren der U23.
Zur Saison 2023 wechselte Pirrone in die UCI Women’s WorldTour und wurde Mitglied im Team Israel Premier Tech Roland. Ihren ersten Sieg als Radprofi erzielte sie mit dem Gewinn des Women’s Cycling Grand Prix Stuttgart & Region 2023.

## Erfolge
2015
- Europäisches Olympisches Sommer-Jugendfestival

2016
- Italienische Meisterin – Einzelzeitfahren
- Europameisterschaften – Einzelzeitfahren

2017
- Weltmeisterin – Straßenrennen und Einzelzeitfahren (Junioren)
- Europameisterin – Einzelzeitfahren (Junioren)

2019
- Europameisterschaften – Einzelzeitfahren (U23)

2021
- Europameisterschaften – Einzelzeitfahren (U23)

2023
- Women’s Cycling Grand Prix Stuttgart & Region